# Friedenskirche (Ludwigsburg)

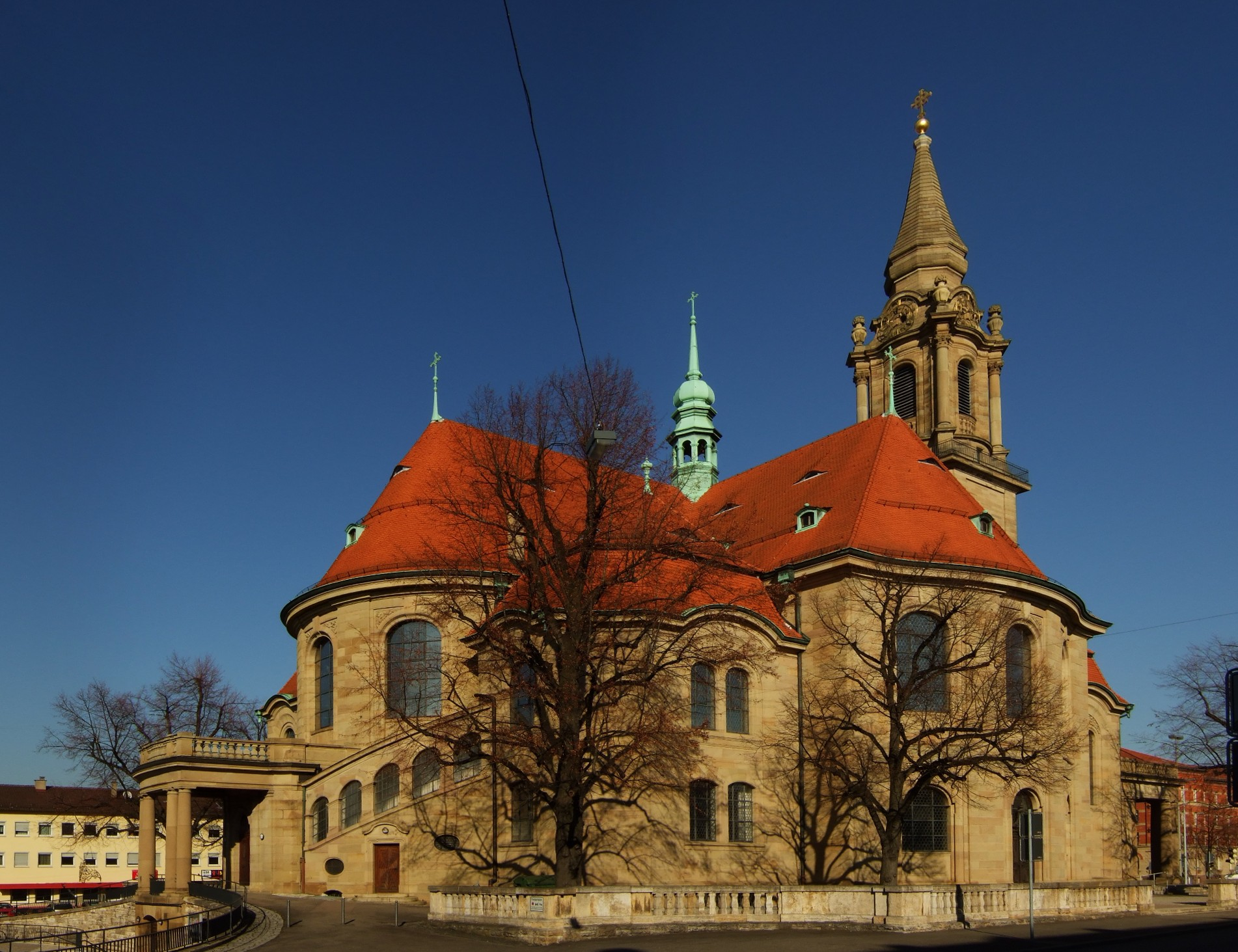
Friedenskirche Ludwigsburg, Gesamtansicht von Südwesten

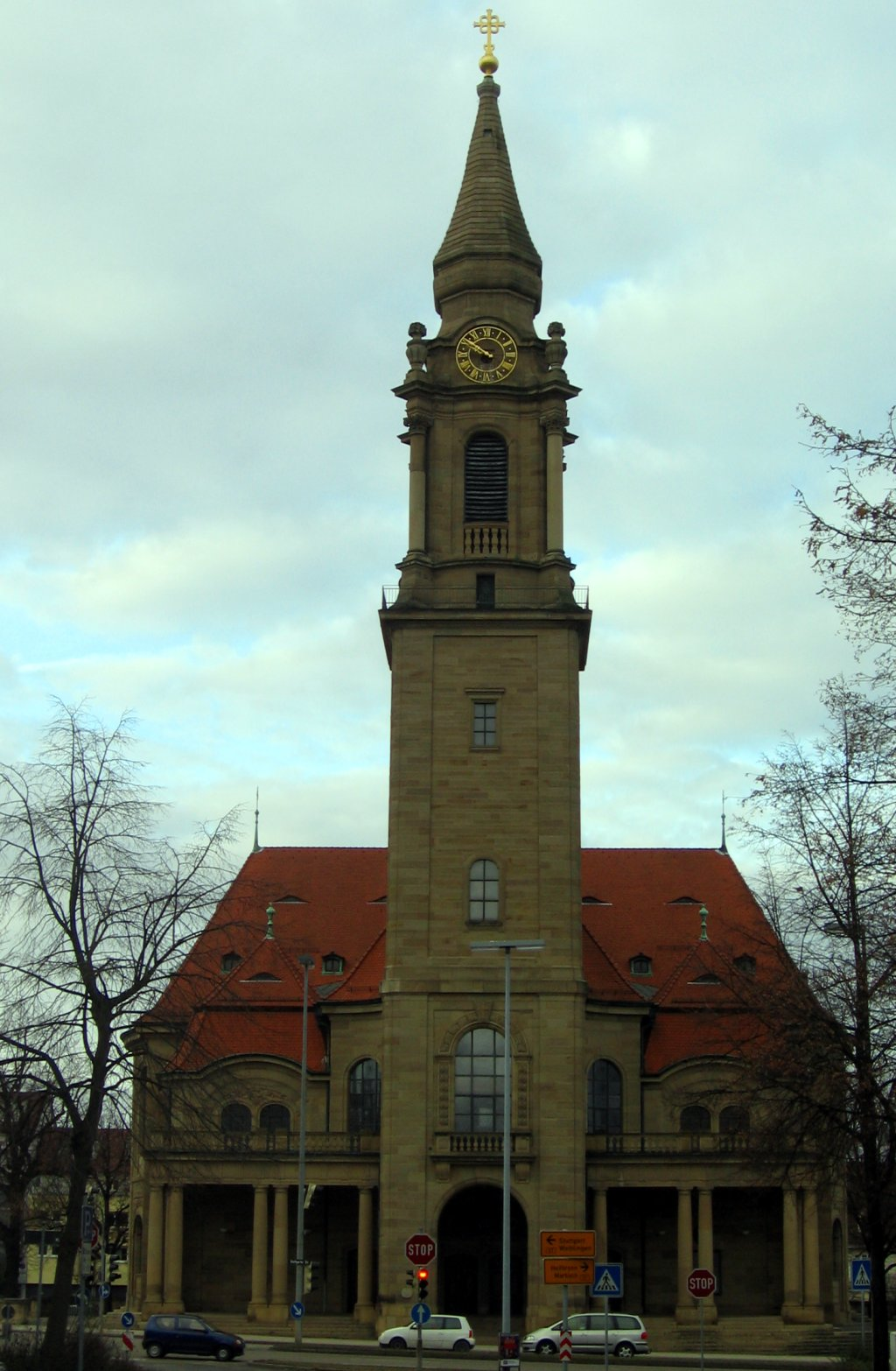
Ostansicht

Die Friedenskirche ist eine evangelische Kirche im württembergischen Ludwigsburg. Erbaut wurde sie als Garnisonkirche vom Münchner Architekten Friedrich von Thiersch in der Zeit vom 27. Dezember 1900 bis zum 31. März 1903.
Das neubarocke Gebäude besitzt ein Deckenfresko in ca. 20 m Höhe über dem Kirchenboden, der Glockenturm weist nach Osten hin und ist 66,8 m hoch.

## Geschichte

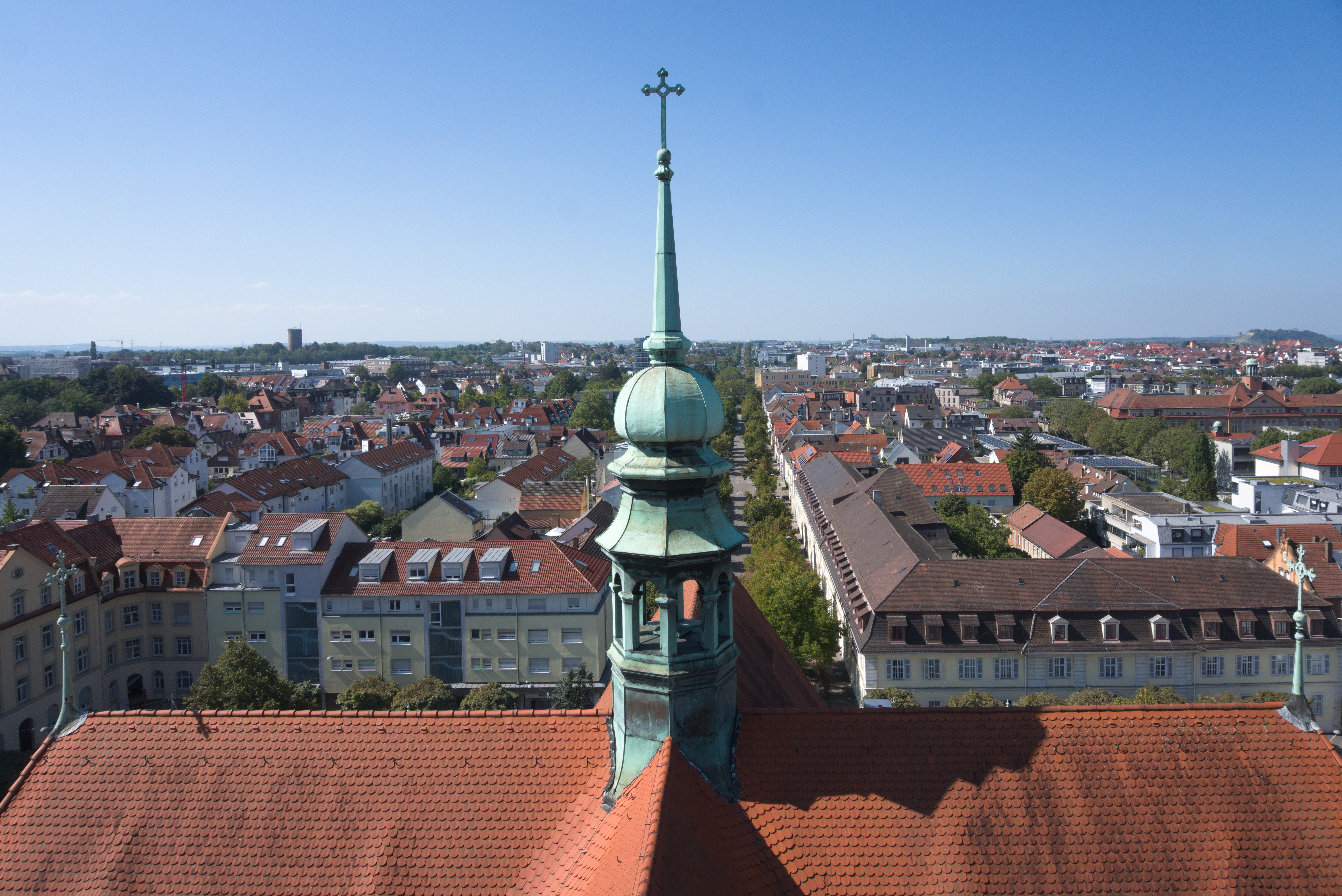
Blick vom Glockenturm über das Querdach mit dem Vierungstürmchen

Die Friedenskirche wurde am Karlsplatz, einem ehemaligen Exerzierplatz, gebaut. Sie wurde als Ersatz für die ehemalige Garnisonskirche (Ostseite des Ludwigsburger Marktplatzes) gebaut. Diese war der evangelischen Pfarrkirchengemeinde für die ansässigen Soldaten zu klein geworden.
Die Kirche hatte im Ursprungszustand 996 Sitzplätzen im Mittelschiff sowie 448 Plätzen auf den drei Emporen. Die Anzahl konnte leicht durch Stühle auf etwa 1700 erhöht werden.
Aus der alten Garnisonskirche wurden zwei Fenster sowie sechs Obelisken aus schwarzem Schiefer mit herübergenommen.
Die Kirche wurde bis 1924 nur für Militärgottesdienste verwendet. Bis 1947 fanden auch Gottesdienste für die Südstadtgemeinde statt.
1947 wurde die Kirche in Friedenskirche umbenannt und dies war dann das Ende der militärischen Funktion.

## Probleme am Gebäude
Die dynamischen Belastungen des für den Bau verwendeten Schilfsandsteins aus dem Heilbronner Raum durch das Geläute und die Lage an der stark frequentierten Stuttgarter Straße machten Ende der 1980er Jahre eine umfassende Sanierung des Turmes erforderlich.
Bereits 2010 löste sich wieder ein Steinbrocken von den Turmpfeilern und eine Überprüfung ergab erneuten Handlungsbedarf, der Turm wurde Ende 2010 eingerüstet und das Geläute ausgesetzt. Die Sanierung sollte bis zum 1. Advent 2011 abgeschlossen sein. Wegen unerwarteter Mängel wurde die Sanierung jedoch erst zum 1. Juli 2012 abgeschlossen. Die Kirchgemeinde wurde unter anderem von der Stadt Ludwigsburg, dem Landesamt für Denkmalpflege und der Deutschen Stiftung Denkmalschutz finanziell unterstützt, die Gesamtkosten beliefen sich auf ca. 1,31 Millionen Euro.

## Orgel
Die Orgel wurde 1903 von der Orgelbaufirma E. F. Walcker & Cie. (Ludwigsburg) erbaut (op. 1052). 1957 wurden mit einem gebrauchten Spieltisch (aus der Stadtkirche Schorndorf) die Trakturen auf Elektropneumatik umgestellt. 1975 wurde der Spieltisch durch einen neu gebauten ersetzt. Von 1993 bis 1998 wurden die zwischenzeitlich entfernten Schwelljalousien wieder eingebaut, ebenso die Terzchöre der Mixturen und die Voix céleste reinstalliert, auf dem II. Manual ein Tremulant ergänzt und der Spieltisch von 1975 an die ursprüngliche Funktionalität von 1903 angepasst.
Pfeifenwerk und Windladen sind zu 97 % original vorhanden.
Das Kegelladen-Instrument hat 44 Register und zwei Transmissionen im Pedal auf drei Manualwerken und Pedal. Die Spiel- und Registertrakturen sind elektropneumatisch. 2022 gibt es Bestrebungen weitere Rückführungsarbeiten auf den ursprünglichen Zustand vorzunehmen.
| I Manual C–g3 |               |       |
| 1.            | Principal     | 16′   |
| 2.            | Principal     | 8′    |
| 3.            | Fugara        | 8′    |
| 4.            | Hohlflöte     | 8′    |
| 5.            | Bourdon       | 8′    |
| 6.            | Dolce         | 8′    |
| 7.            | Octav         | 4′    |
| 8.            | Flöte         | 4′    |
| 9.            | Quinte        | 2 ⁄3′ |
| 10.           | Octav         | 2′    |
| 11.           | Mixtur V      | 2 ⁄3′ |
| 12.           | Cornett III-V | 8′    |
| 13.           | Trompete      | 8′    |
| 14.           | Clairon       | 4′    |

| II Manual C–g3 |              |       |
| 15.            | Bourdon      | 16′   |
| 16.            | Principal    | 8′    |
| 17.            | Concertflöte | 8′    |
| 18.            | Salicional   | 8′    |
| 19.            | Gedeckt      | 8′    |
| 20.            | Principal    | 4′    |
| 21.            | Rohrflöte    | 4′    |
| 22.            | Superoctav   | 2′    |
| 23.            | Mixtur IV    | 2 ⁄3′ |
| 24.            | Oboe         | 8′    |
|                | Tremulant    |       |

| III Manual (schwellbar) C–g3 |                      |     |
| 25.                          | Lieblich Gedeckt     | 16′ |
| 26.                          | Principal            | 8′  |
| 27.                          | Gemshorn             | 8′  |
| 28.                          | Viola da Gamba       | 8′  |
| 29.                          | Voix céleste (ab c0) | 8′  |
| 30.                          | Lieblich Gedeckt     | 8′  |
| 31.                          | Quintatön            | 8′  |
| 32.                          | Fugara               | 4′  |
| 33.                          | Traversflöte         | 4′  |
| 34.                          | Flautino             | 2′  |
| 35.                          | Clarinette           | 8′  |

| Pedal C–f1 |                        |         |
| 36.        | Principalbass          | 16′     |
| 37.        | Violonbass             | 16′     |
| 38.        | Subbass                | 16′     |
| 39.        | Bourdon (= Nr. 25)     | 16′     |
| 40.        | Quintbass              | 10 2⁄3′ |
| 41.        | Octavbass              | 8′      |
| 42.        | Violon                 | 8′      |
| 43.        | Violoncello (= Nr. 28) | 8′      |
| 44.        | Octav                  | 4′      |
| 45.        | Posaunenbass           | 16′     |
| 46.        | Trompete               | 8′      |

## Glocken
Der Turm beherbergt ein vierstimmiges Bronzegeläute in der Schlagtonfolge „Salve Regina“ b0–d1–f1–g1.
Bei der Eröffnung der Kirche befanden sich drei Glocken im Turm, die den Moll-Akkord a0–c1–e1 wiedergaben.
Die Glocken waren:
König Wilhelm II, 3186 kg
Luther,           1725 kg
Bismarck,           865 kg

## Projektchor Friedenskirche
Unter Leitung von Hans-Martin Sauter gibt es einen jährlich im September startenden Projektchor. Die Probezeiten können direkt auf der Homepage der Gemeinde eingesehen werden.